# Xakriabá jezik
Xakriabá jezik (ISO 639-3: xkr; chacriaba, chakriaba, chikriaba, shacriaba), jezik Xakriabá Indijanaca iz brazilske države Minas Gerais, za koji nije poznato da ga itko više govori od 4 643 (1995 AMTB) etničkih Šakriaba. Srodan je ostalim acua jezicima xavánte [xav] i xerénte [xer], svi iz Brazila, s kojima pripadaju porodici gé.
Pripadnici plemena žive na rezervatu AI Xakriabá.

## Vanjske poveznice
- Ethnologue (14th)
- Ethnologue (15th)